# АБ-13
АБ-13 — важка БМП створена в Україні на заводі імені В. О. Малишева на основі йорданського танка Tariq, який в свою чергу є модернізацією британського танка Centurion (А41), в 2000 роках для армії Йорданії. В серійне виробництво БМП так і не поступила.
Башта БМП АБ-13 озброєна стабілізованою в двох площинах 30-мм автоматичною гарматою КБА-2 і спареним з нею 7,62-мм кулеметом. Зовні вежі змонтовані гранатомети — триствольний з боків і 8-ствольний ззаду. Можлива установка ПУ ПТРК. Башта забезпечена приладами управління вогнем і додатковим бронюванням.
На АБ-13 встановлюється українські дизелі з турбонаддувом 6ТД або 5ТДФ, в яких циліндри розташовані по горизонталі.
Маса АБ-13 становить близько 31 тонни, ширина - 3,5 метра, довжина - 7,8 метра, висота - 2,4 метра. БМП володіє питомою потужністю в 22,5 кінських сили на тонну ваги, при цьому запас ходу складає 400 кілометрів. Екіпаж машини становить 3 людини плюс 7 чоловік десанту.